# Marigold
Marigold es una canción de la banda estadounidense de grunge Nirvana. Fue escrita y compuesta por Dave Grohl en 1991. Es una de las canciones más raras de Nirvana.
| Lado A:                 | Heart Shaped Box          |  |  |
| ----------------------- | ------------------------- |  |  |
| Publicación             | 30 de Agosto del año 1993 |  |  |
| Productor               | Steve Albini              |  |  |
| Duración                | 2:35                      |  |  |
| Autor                   | Dave Grohl                |  |  |
| Discografía             | DGC Records               |  |  |
| Género Rock alternativo |                           |  |  |

## Historia
En 1991 Marigold fue escrita con el nombre de “Color Pictures of a Marigold” y compuesta por Dave Grohl para un proyecto individual llamado Pocketwatch, el cual publico bajo el seudónimo Late!. A Kurt Cobain le gusto y decidió incluirla en In Utero con el nombre de Marigold. Después, fue grabada por Nirvana en 1993, durante las sesiones del In Utero, y se rumora que Kurt Cobain cantó la armonía grave de la canción y tocó la batería o la guitarra. Aunque también hay rumores que dicen que Cobain no estuvo presente durante la producción de “Marigold”, y fue la única canción de Nirvana con la que no tuvo nada que ver. Después terminó siendo el Lado B de “Heart Shaped Box”, y posteriormente apareció de manera póstuma en el box set With the Lights Out en 2004. Una versión en directo también apareció en el álbum en vivo de los Foo Fighters Skin and Bones, de 2006.

## Personal
Voz: Dave Grohl
Bajo:Krist Novoselic
Cello: Kera Schaley
Guitarra: Desconocido
Batería: Desconocido